# S-Bahn van Stuttgart
De S-Bahn van Stuttgart is een S-Bahn (Stadtschnellbahn) die geëxploiteerd wordt door de DB Regio Baden-Württemberg. Het stamtraject wordt gevormd door de Citytunnel tussen het Hauptbahnhof en station Schwabstraße. Het netwerk ligt rond de stad Stuttgart, de hoofdstad van de Duitse deelstaat Baden-Württemberg. Op werkdagen maken ongeveer 400.000 reizigers gebruik van de S-Bahn.
Het netwerk van de S-Bahn van Stuttgart heeft een totale lengte van 215 km.
Berlijn · Breisgau · Bremen/Niedersachsen · Donau-Iller · Dresden · Hamburg · Hannover · Keulen · Mitteldeutschland · Mittelelbe · München · Nürnberg · Rhein-Main · RheinNeckar · Rhein-Ruhr · Rostock · Stuttgart

In planning: Münsterland · Saarland · Regensburg

Voormalig: Erfurt · Peenemünde